# クミとクマ
『クミとクマ』は、タンクタウンの入江ノジコらによって制作されたRPGツクール2000製のロールプレイングゲーム。『テックウィン』2003年12月号（11月7日発売）のコンテストパークにおいて銀賞を受賞した作品であり、同年12月7日に配信が開始された。最新バージョンは2011年11月9日更新の1.13.04となっている。また関連作品として、タンクタウンへの寄付者に「特典ゲーム」として配信されている『グレの一週間』（本編と同日公開）および『クミとクマ・リバース』（2004年6月4日公開）が存在する。

## ストーリー
童話のようにほのぼのとした世界観に、温かく少し切ないストーリー。
「クミ」は、小学2年生の女の子。
クリスマスの夜に、お母さんが作ってくれた不細工なクマのぬいぐるみをもらう。
なぜか関西弁を話し動くぬいぐるみ「グレ」。逃げ出したグレを追いかけて、いつのまにか異世界（お菓子の世界）に迷い込んでしまう。
クミはその世界のお姫様に間違えられて、2人は王城へと連れて行かれてしまう。姫と思われているクミは、魔王退治の旅へ出なければならないと、王様に告げられる。
クミとグレはこの世界へ来た目的も元の世界へ帰れるのかも分からないまま、姫の従者ウェハースと共に成り行きに任せての魔王退治の旅へ出るのだった。

## 主な登場人物
本作に登場するキャラクターである。

### プレイヤー・キャラクター
戦闘で、プレイヤーが操作することのできるキャラクターである。物語の主要人物でもある。
クミ
小学2年生の女の子。明るく、しっかりしているが、少し天然ボケである。手先が器用で、裁縫が得意。お菓子が大好きである。
グレが逃げ出したのを追いかけている内に、異世界へ迷い込んでしまい、クレームブリュレの姫ミルフィーユと間違えられる。「姫が従者と共に魔王を倒し世界を救う」という予言のために、クミとグレは、姫の従者であるウェハースと共に魔王退治に行くことになる。
パチンコを使って戦う。後に魔術師ウイロウから魔法を教わる。
グレイ
クミのクリスマスプレゼントとして、クミのお母さんに作られた不格好なぬいぐるみ。
関西弁を話す。灰色グマをモデルに作られたのだが、灰色の布がなかったため、茶色のクマになったが、本人はその事にたいして納得がいかない。
クミには「グレちゃん」、ウェハースには「グレ」と呼ばれている。
クミが魔王退治の旅に出る事に反対するが、クミ達の事が心配で、結局はクミとウェハースと共に魔王退治に行く事になる。
体力や防御力に優れているが、柔らかいパンチしかできないので攻撃力が低い。かぎ爪状の武器「ベアナックル」を手に縫い付けることで、まともに戦えるようになる。
本作の回復アイテムはお菓子であり、ぬいぐるみなのでアイテムでの回復はできず、クミにほつれた部分を繕ってもらうことで回復する。
ウェハース
異世界の王国「クレームブリュレ」に仕える騎士。クミのことを「姫」と呼ぶ。
クミが姫ではない事を信じないままで、クミとグレと共に魔王退治に出る。
剣を使い戦う。ゲーム開始時に、唯一まともに戦える。

### 主要キャラクター
物語全体を通して、大きく関与するキャラクターなどを記述する。
王様
クレームブリュレの王様。
国を守る立場として、魔王を退治するために「予言の書」に従い、娘である「ミルフィーユ」を旅立たせようとする。しかし、ミルフィーユは城を抜け出してしまい、その最中に現れたクミを娘だと誤認してしまい、クミを旅立たせる。
王妃・エクレア
クレームブリュレの王妃。
クミがお菓子の世界に迷いこんできた事に、関わりがある様子。
魔術師・ウイロウ
物語を中盤まで進めると登場する老魔術師。物語の真相を知る人物。
物語の序盤では「森の奥に佇む塔に、偏屈なじいさんが住んでいる」と言及されるのみだが、グレはその話を聞き、何かひっかかりを覚える。
中盤以降は、クミ達の旅をサポートする。

### 敵キャラクター
戦闘する事になるキャラクターの中でも、物語に大きく関与するキャラクターを記述する。
魔族・バニラアイス
物語の中盤に登場する、氷属性の魔族。魔王の片腕。
二度も対峙する事になるが、最初の戦闘では、プレイヤーが勝利できないようになっている。
最終ボス戦では、クミ達と共にジェラートと戦う。
魔王・ジェラート
本作の最終ボス。魔族を統べる魔王。
人間を軽んじている様子だが、片腕のバニラアイスはその事について良く思っていない。

## 世界観
舞台は、クミの住む世界とは異なる世界「お菓子の国」。グレを追いかけていたクミは、家の近くにあるはずのない森をぬけて、お菓子の世界へ迷い込む。クミの家へ続く道はなくなっていた。

### お菓子の国
この世界では地名や人名が、お菓子の名前となっている。
お金の単位は「シュガー」。
クレーム ブリュレ
お菓子の生産で経済をささえている町。王城やウェハースの実家がある。
町はずれの森に、ガナッシュの屋敷と魔術師の塔がある。
ゲッペイ村
暴れ熊が裏山に住みつき、村は困っていた。村長から、暴れ熊退治を受けることになる。
村の名物は「ゲッペイ」というお菓子。　
国境の砦
魔物が攻めてくるのを防いでいる。
魔王の配下「キャラメルバウンド」が道を塞いでいた国境の洞窟がある。
ブリットル村
雪が積もる地方にある村。
魔物に占領されていた。
ブッシュド ノエル
雪が積もる地方の最も北にある町。一言でいうとサンタの町。サンタはソリに乗り郵便物やお届け物を配送する。
氷属性の魔族「バニラアイス」が率いる魔王軍に制圧されていた。
アイス・パレス
雪の積もる地方の最も北に魔族の領域がある。
魔族の領域にある、魔族の城。氷属性の魔族「ジェラート」が支配する。

### 魔物の存在
この世界には、魔物が生息している。魔物や魔族には、氷、地、炎などの属性がある。魔物の中で位の高い者は魔族と呼ばれる。また、アイスパレスの主となり、魔族を束ねる者が魔王である。魔王が死ぬと、魔王の次に位の高い魔族が王位を継ぐ事になる。

### 予言の書
伝承の書をベースに、王族がこの世界におこるであろう出来事を魔術師に予言してもらい創られた予言書。魔王が現れる事をぴったりと予言しており、姫が一人の従者を連れ魔王を退治し、この世界に光をもたらすと予言している。しかし、王族のプライドを守る為、真実が書かれていなかった。

## 特色
クミが旅を始める日付は12月7日となっており、クリームブリュレ王国はクリスマスのお菓子を販売する国であるため、その前日である同月24日までに特定のイベントに到達していないとゲームオーバーになってしまう（イベント到達後は同月31日に期限が延びる）。宿屋に泊まるとパーティの体力を回復できるが、日数が進むため宿泊できる回数は限られることになる。窓の杜のレビュー記事では、「レベル上げによる力押しのクリアではなく、イベントやクエストに時間をかけてプレイを楽しんでほしいという、制作者のRPGに対する考えが現れているのではないだろうか」としている。
ゲームの序盤では、クミとグレの攻撃力が極端に弱いため戦闘ではウェハースの攻撃が重要となる。そして戦闘中のコマンドに特殊技能が存在し、重要な要素の一つとなっている。新たな特殊技能を覚える本を見つけることなどによって選択できるものが増える。またグレはぬいぐるみであるため、他のキャラクターとは異なりレベルアップせず、また回復アイテムが使用できないためクミの裁縫によって体力を回復できるようになっている。
本作では単に敵を倒すだけでは金銭を得ることができず、敵の死体を調べて毛皮などの素材を入手し、それを下取り屋に売ることによって金銭を得ることができる。ベクターの記事では「強くなるために倒した敵を調べる切なさが共存する物語」と表現されており、また『無料最新Windowsゲーム200+』の記事においても、敵の死体を漁る際の「罪悪感沸き起こる会話も必見」であるとしている。そして昆虫採集などサブイベントも多く用意されており、コレクションアイテムも多数存在する。

## 制作背景
本作は入江ノジコによるゲーム制作グループ「タンクタウン」の作品であり、当初は3カ月ほどで完成する予定で作りはじめたが、完成までに8カ月以上かかってしまったという。しかし「当初の予想を上回るよいものになった」と述べており、また「はじめてのグループ制作ということで、勝手がわからず苦労したこと」もあったが、「基本的には作っていて楽しい作品」であったとも述べている。
本作のコンセプトは「グレのキャラを生かす」ことであったという。そのため「キャラクターの個性を出す一番基本的な手段」となる会話が多い作品となっており、戦闘中の会話イベントもグレの「妙なキャラ」を生かすためのものであると述べている。また女性や子供のプレイヤーを狙った作品というわけではなく、「完成間近というあたりで、女性にも受けるかもしれない、と思ったくらい」であるとも述べている。
ゲーム性とシナリオのバランスについては、企画段階から何か計画があったわけではないとしており、「制作の過程でバランスを感じながら調整できるというのが、ツクールのメリット」であると述べている。また「思わず泣けるくらい秀逸な物語」「物語のラストでは、思わずホロリとする感動が待っている」「後半の切ないストーリーに向けて是非ハンカチのご用意を」などとされているが、入江ノジコは「泣くタイプのシナリオではなく、面白いシナリオを目指していた」としており、「泣いてもらえたのは、愛着をもってもらえた結果かなと思います」と述べている。

## 評価
本作はFREE GAME AWARDS 2004においても入賞しており、『Free Games』（晋遊舎）の「多くのプレイヤーに愛されてきた」ゲームを紹介するコーナー「キング・オブ・フリーゲーム」RPG編において紹介されている。『タダで楽しむ!最強ゲーム100』（インフォレスト）の読者アンケートにおいても「細かい動作が描き込まれたキャラクターと、楽しい会話イベントが盛り込まれた戦闘シーン」が好評であったとされ、4位になっている。
テックウィンコンテストパークでは、「思わず泣かされそうになるのをこらえるくらい、ストーリーがよかった」と評されている。グレの「どこか愛嬌を持ちつつも、芯のとおった力強いメッセージ」が印象的で、クミの健気さもあって「ちょっぴり切ない気持ち」にさせられるが、コミカルな展開もあり物語のメリハリによって飽きることのない作品となっている点が評価されている。そして多くの伏線や隠し要素、戦闘のバリエーションを豊かにするメッセージや細部まで作り込まれたイベントについても評価されている。
ベクターの「新着ソフトレビュー」では、「個性的なキャラクタと独特の世界観、童話のようなストーリーが魅力」の作品であり、「キャラ同士の会話がおもしろく、ストーリーも秀逸なファンタジーRPG」であると評価されている。「話の要所々々に描かれる絵本風の絵も、プレイヤーの気分を盛り上げてくれる」と評されているほか、クミとグレの「心温まる交流がゲームのポイント」であり「イベントごとにキャラ同士の会話が楽しめるのはもちろん、バトル中だろうとおかまいなしに話しかけてくるのも笑いを誘う」とされており、「話の内容も敵に合わせて変わるなど、細かい部分まで楽しめる工夫がされている」と評されている。また多数用意されたサブイベントについても評価されている。
窓の杜のコーナー「週末ゲーム」では、「主人公が戦闘でお荷物になる、宿屋での体力回復に制限が設けられるといったシステム面での実験的な試み」は市販のソフトでは採用されないことが多いが、そういったシステムをあえて導入して「独自のかわいいキャラクター性や世界観を構築し、ひと味違う手触り感を楽しめる作品となっている」と評価されている。そして「システムの斬新さが目につくが、本作の最大の見所はキャラクターとストーリー」であり、3人を中心とした「ボケとツッコミを常に忘れないユーモラスなやりとりは最後までプレイヤーを飽きさせない」とされ、物語の「真相」についても「説得力があり、よく練られている」と評されている。
ふりーむ!では、「少女とクマのボケ・ツッコミが楽しいほのぼのRPG」として紹介されている。「日付システム」について評価されているほか、「ちょっと天然ボケなクミと、関西弁でツッこむグレちゃんのコンビはプレイヤーを和ませてくれる」とされ、「ほのぼのした雰囲気と練りこまれたストーリーでプレイヤーを飽きさせない工夫が沢山のゲーム」であると評されている。
『タダで楽しむ!最強ゲーム100』では、「イベントを盛り上げる美しい一枚絵や状況によっていろいろ変わる表情豊かな顔グラフィック、細かい動作を細部まで描いたキャラクターグラフィック」について評価されており、敵との戦闘の際も「楽しい会話イベント」が用意されているため「イメージを崩すことなく戦闘を楽しめる」とされている。
『PC Japan』では、「個性的な登場人物が織りなす、楽しくやさしく切ないストーリーが秀逸なRPG」として紹介されている。「ところかまわずしゃべり続ける2人の掛け合いはもとより、各地で出会う人々との会話はどれも生き生きとしていて、登場人物を身近に感じられる」と評されており、「それぞれに悩んだり成長したり、ときにクミを助けてくれたりする登場人物との会話が、この作品いちばんの魅力」と評価されている。そして「豊富なサブシナリオが用意されており、ストーリーを楽しみながらじっくりと遊べる作りになっている」とも評されている。戦闘システムについては「バランスは絶妙」とされており、要所のイベントにおいて表示される「美しい一枚絵」についても評価されている。
『ああ無料 タダで楽しむ激裏ツール300』（アスペクト）では、「ちょっと天然なクミと、クマとのボケ・ツッコミ」が楽しめる作品であり、「見た感じは女の子向けのロールプレイングだが、各部が非常によく作りこまれており、シナリオもじっくりと読ませてくれるものなので、RPGをやりこんだプレーヤーにもお勧めできる」と評されている。
『無料最新Windowsゲーム200+』（笠倉出版社）では、「ほのぼの系ファンタジーの傑作」として紹介されており、「童話調の雰囲気が漂っておりほんわかした気分にさせてくれる」と評されている。そして本作の面白さは、ゲームシステム以上に「シナリオ、キャラクター達の会話」にあるとされており、「単調になりがちな戦闘も敵によって変わる漫才調の会話がはさまれることで飽きが来ない」とされ、「キャラクター達の表情も豊かで一枚絵も美麗」であると評価されている。そのため「実に良いバランスの上に作られたゲーム」であると評されている。
『次世代フリーゲームの殿堂』（英和出版社）では、「まるで童話のようなストーリーと世界観を持つメルヘンチックなRPG」として紹介されており、「誰でも気軽に遊べる高い完成度を持つ作品」であると評価されている。

## タンクタウンの作品
- 呪いの海に願いを
- Last Retributor